# Günther Wiegand
Günther Wiegand (* 25. Juni 1938 in Brehme/Eichsfeld) ist ein deutscher Bibliothekar. Von 1975 bis 2003 war er Direktor der Universitätsbibliothek Kiel.

## Leben und Wirken
Günther Wiegand studierte nach seiner Reifeprüfung in Worbis Geschichte und Germanistik an der Universität Jena und der Christian-Albrechts-Universität zu Kiel. 1963 legte er dort das Staatsexamen ab und promovierte anschließend im Jahre 1966 bei Georg von Rauch. Im gleichen Jahr wurde er Bibliotheksreferendar an der Stadtbibliothek Lübeck und legte 1968 die Prüfung zum Bibliotheksassessor am Bibliothekar-Lehrinstitut des Landes Nordrhein-Westfalen in Köln ab. Von 1968 bis 1975 war er an der Universitätsbibliothek Konstanz tätig, seit 1974 als Bibliotheksdirektor. 1975 übernahm er die Leitung der Universitätsbibliothek Kiel. In seine Amtszeit fiel die Planung und der Neubau des Bibliotheksgebäudes in der Leibnizstraße, der im Jahre 2001 fertiggestellt und eingeweiht wurde.

## Schriften
- Zum deutschen Russlandinteresse im 19. Jahrhundert. E. M. Arndt und Varnhagen von Ense (= Kieler historische Studien, Bd. 3). Klett, Stuttgart 1967 (= Dissertation Universität Kiel).
- Rußland im Urteil des Aufklärers Christoph Schmidt genannt Phiseldek. In: Erna Lesky (Hrsg.): Die Aufklärung in Ost- und Südosteuropa (= Studien zur Geschichte der Kulturbeziehungen in Mittel- und Osteuropa, Bd. 1). Böhlau, Köln 1972, ISBN 3-412-92872-0, S. 50–86.
- Berichte über Osteuropa in spätmittelalterlichen deutschen Stadtchroniken. In: Uwe Liszkowski (Hrsg.): Rußland und Deutschland [Festschrift für Georg von Rauch zum 70. Geburtstag] (= Kieler historische Studien, Bd. 22). Klett, Stuttgart 1974, ISBN 3-12-906650-0, S. 15–37.
- (zus. mit Joachim Stoltzenburg): Die Bibliothek der Universität Konstanz 1965–1974. Erfahrungen und Probleme (= Bibliothekspraxis, Bd. 18). Verlag Dokumentation, Pullach 1975, ISBN 3-7940-4114-3.
- Probleme kooperativer Erwerbung im lokalen Bereich am Beispiel Konstanz. In: Fritz Junginger (Hrsg.): Zentrale und kooperative Dienstleistungen im Bibliothekswesen (= Zeitschrift für Bibliothekswesen und Bibliographie, Sonderheft 22). Klostermann, Frankfurt/M. 1976, S. ISBN 3-465-01181-3, S. 83–88.
- Zur Frühgeschichte der Stadtbibliothek Lübeck. In: Zeitschrift des Vereins für Lübeckische Geschichte und Altertumskunde. Jg. 61 (1981), S. 51–79 (Digitalisat).
- Die Umstellung der Sacherschließung an der Kieler Universitätsbibliothek. In: Sacherschließung in norddeutschen Bibliotheken (= DBI-Materialien, Bd. 48). Deutsches Bibliotheksinstitut, Berlin 1985, ISBN 3-87068-848-3, S. 79–100.
- Probleme der Netzbildung in lokalen Bibliothekssystemen. In: Richard Landwehrmeyer u. a. (Hrsg.): Bibliotheken im Netz. Funktionswandel wissenschaftlicher Bibliotheken durch Informationsverarbeitungsnetze. Saur, München 1986, ISBN 3-598-10644-0, S. 63–72.
- Anforderungen an den Verbundkatalog. In: Regionale und überregionale Katalogisierung (= DBI-Materialen, Bd. 96). Deutsches Bibliotheksinstitut, Berlin 1990, S. 79–88.
- (zus. mit Jörn Henning Wolf): Die Alte Bibliothek. Preußische Universitätsbauten in Kiel. In: Werner Paravicini, Uwe Albrecht, Annette Henning (Hrsg.): Begegnungen mit Kiel. Gabe der Christian-Albrechts-Universität zur 750-Jahr-Feier der Stadt. Wachholtz, Neumünster 1992, ISBN 3-529-02722-7, S. 115–118.
- Ernst Moritz Arndts nationalistische Vorurteile und Stereotypen. – Mittler der Dichtung, des Geistes der Zukunft. Karl August Varnhagen von Ense. In: Mechthild Keller (Hrsg.): West-östliche Spiegelungen. Russen und Rußland aus deutscher Sicht. Bd. 3: 19. Jahrhundert. Fink, München 1992, ISBN 3-7705-2611-2, S. 473–512.
- Die Erschließung historisch wertvoller Kartenbestände. Ziele, Verlauf und Bilanz eines Förderprogramms der Deutschen Forschungsgemeinschaft. In: Zeitschrift für Bibliothekswesen und Bibliographie, Bd. 40 (1993), S. 22–31.
- Müssen Bibliotheken Geld verdienen? In: Bibliotheksdienst, Jg. 28 (1994), S. 1931–1934.
- Verbundbildung in Norddeutschland. Zur Vorgeschichte des Göttinger Bibliotheksverbundes. In: Uwe Jochum (Hrsg.): Der Ort der Bücher. Festschrift für Joachim Stoltzenburg zum 75. Geburtstag. Universitätsverlag Konstanz, Konstanz 1996, ISBN 3-87940-577-8, S. 161–172.
- Hrsg.: Die neue Universitätsbibliothek Kiel. Universitätsbibliothek Kiel, Kiel 2001.
- Eichsfeldische Bibliographie. Zwei Bände. Mecke, Duderstadt 2015, ISBN 978-3-86944-150-4.